# Verenigde waterschappen Kleinemeer en Borgercompagnie Westkant
De Verenigde waterschappen Kleinemeer en Borgercompagnie Westkant is een voormalig waterschap in de provincie Groningen, ontstaan uit een fusie van de waterschappen Kleinemeer en Borgercompagnie-Westkant.
Het schap lag ten zuiden van Sappemeer. De noordgrens lag bij het Winschoterdiep, de oostgrens bij het Borgercompagniesterdiep, de zuidgrens lag op de Nieuweweg en het verlengde daarvan naar de Kalkwijk en de westgrens lag bij deze wijk.
Waterstaatkundig gezien ligt het gebied sinds 2000 binnen dat van het waterschap Hunze en Aa's.

## De Waker
In 1962 werd het schap verkleind en kreeg daarbij de naam De Waker.